# Marianne Cope

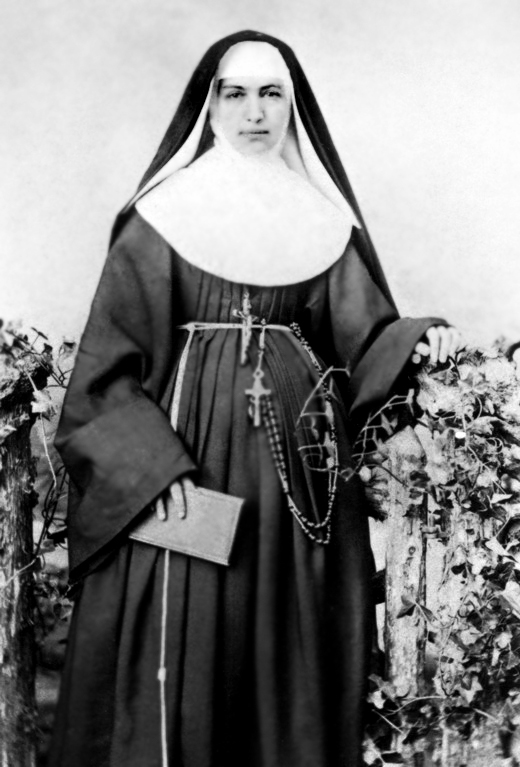
H. Marianne Cope

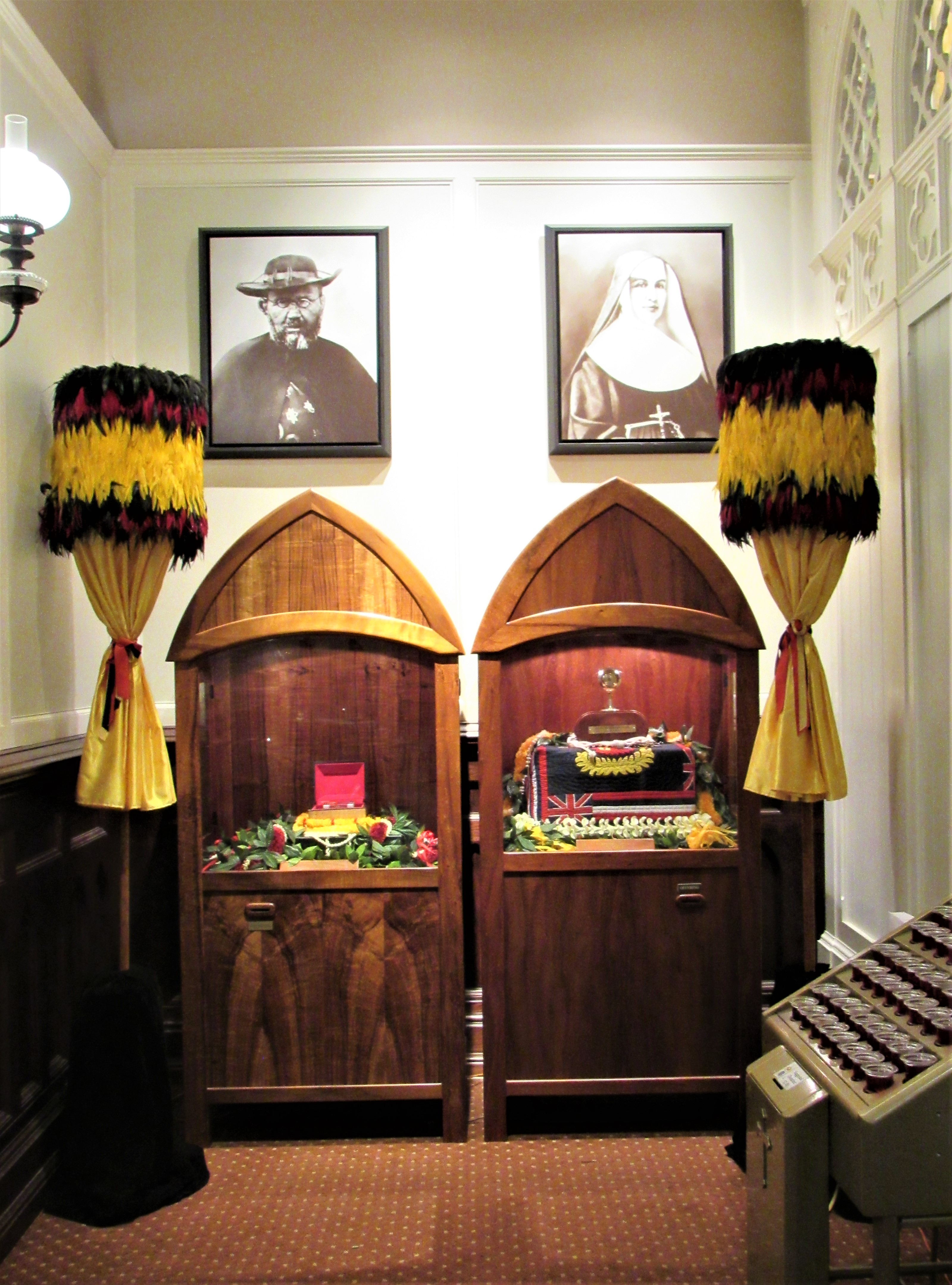
Relieken van Pater Damiaan en de heilige Marianne Cope in de kathedraal van Honolulu

Marianne Cope, geboren als Maria Anna Barbara Koob, (Heppenheim, 23 januari 1839 – Hawaï, 9 augustus 1918) was een Duits-Amerikaanse kloosterzuster uit de orde der franciscanessen. Zij werd op 19 mei 2005 – als eerste tijdens zijn pontificaat – zalig verklaard door paus Benedictus XVI. Op 21 oktober 2012 verklaarde diezelfde paus haar heilig

## Leven
Twee jaar na haar geboorte emigreerde het gezin naar de Verenigde Staten, om zich te vestigen in Utica (New York). Zij trad in 1862 in bij de Franciscanessen. In 1875 werd ze moeder-overste van het St-Jozef-hospitaal in Syracuse. Twee jaar hierna werd zij generaal-overste van de Franciscanessen in New York. Toen zij even later hoorde over het lot van de melaatsen op Hawaï, besloot zij – met een zestal medezusters – naar Kalaupapa op Molokai te trekken, om zich daar te ontfermen over de lijders aan deze ziekte. Hier leerde zij de Belgische Pater Damiaan kennen. Zij verpleegde ook hem, toen hij door de ziekte besmet was geraakt. Zelf bleef een dergelijk lot haar bespaard. Ze bleef zich vol overgave wijden aan de verpleging van melaatsen, tot zij in 1918 stierf.
Zij werd net als Pater Damiaan (deze werd in 1936 overgebracht naar Leuven, België en aldaar herbegraven) begraven in de kathedrale basiliek Our Lady of Peace in Honolulu.
De Kerk gedenkt haar op 23 januari.